# Schizoporella trimorpha
Schizoporella trimorpha är en mossdjursart som beskrevs av Ferdinand Canu och Ray Smith Bassler 1928. Schizoporella trimorpha ingår i släktet Schizoporella och familjen Schizoporellidae. Inga underarter finns listade i Catalogue of Life.